# Voorwindia
Voorwindia is een geslacht van weekdieren uit de klasse van de Gastropoda (slakken).

## Soorten
- Voorwindia sublacuna (Laseron, 1956)
- Voorwindia tiberiana (Issel, 1869)
- Voorwindia umbilicata Ponder, 1985